# Echinocereus poselgeri
Echinocereus poselgeri är en art av kaktusväxter som beskrevs av Charles Antoine Lemaire. Den ingår i kägelkaktussläktet (Echinocereus). Inga underarter finns listade i Catalogue of Life. Den förekommer i den mexikanska delstaten Coahuila samt i södra delen av den amerikanska delstaten Texas.

## Bildgalleri

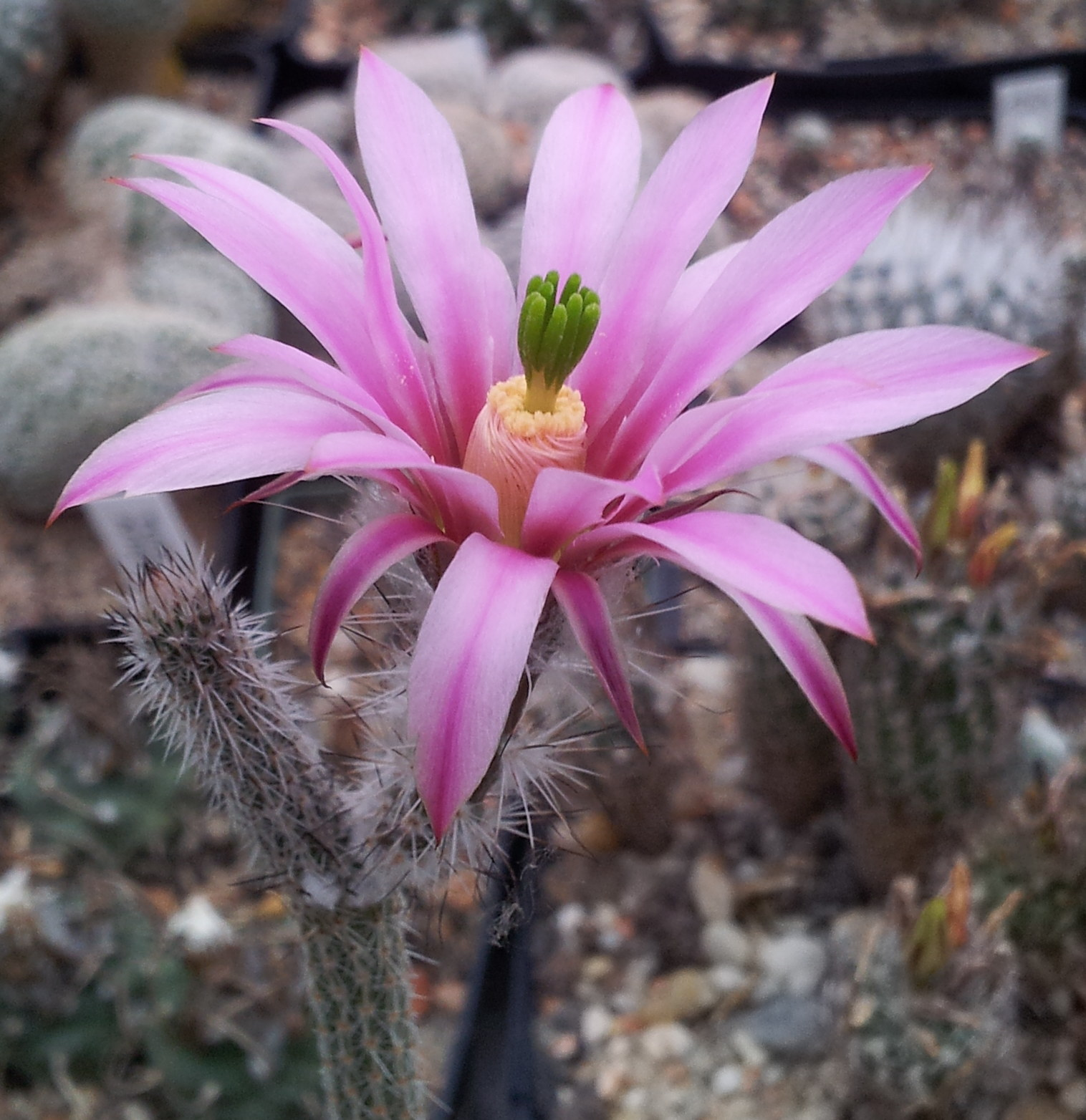